# FC Bayern München (žene)
FC Bayern München, je njemački ženski nogometni klub, to je ženska sekcija muškog nogometnog kluba FC Bayern Münchena. Najveće je uspjehe doživio u 1970-ima i 1990-ima. Klub je se preporodio i prošao u žensku Bundesligu, te je "proizveo" jedne od najvećih nogometašica današnjice, Nadine Angerer i Petru Wimbersky.

## Nagrade
- Frauen Bundesliga
  - Prvaci: 1976.
  - Doprvaci: 1975., 1979., 1982., 1985.

## Trenutna momčad
Napomena: Zastave označavaju reprezentaciju kako je definirano FIFA-inim pravilima prihvatljivosti. Igrači mogu imati više od jednog državljanstva izvan FIFA-e.
| Br. | Poz. | Država | Igrač             |
| --- | ---- | ------ | ----------------- |
| 1   | VRA  |        | Ulrike Schmetz    |
| 2   | VEZ  |        | Stefanie Mirlach  |
| 4   | BRA  |        | Ramona Werner     |
| 5   | VEZ  |        | Tanja Wörle       |
| 6   | BRA  |        | Katharina Baunach |
| 7   | BRA  |        | Carmen Roth       |
| 8   | NAP  |        | Christina Eckmann |
| 9   | NAP  |        | Vanessa Bürki     |
| 10  | VEZ  |        | Julia Simic       |
| 11  | BRA  |        | Bianca Eder       |
| 12  | VEZ  |        | Carina Wenninger  |
| 13  | VEZ  |        | Melanie Behringer |

| Br. | Poz. | Država | Igrač              |
| --- | ---- | ------ | ------------------ |
| 14  | BRA  |        | Corinna Paukner    |
| 15  | NAP  |        | Mandy Islacker     |
| 16  | VRA  |        | Birgit Leitner     |
| 17  | BRA  |        | Katharina Würmseer |
| 18  | NAP  |        | Nina Aigner        |
| 19  | VEZ  |        | Kathleen Krüger    |
| 20  | NAP  |        | Ivana Rudelic      |
| 21  | NAP  |        | Nicole Banecki     |
| 22  | NAP  |        | Sylvie Banecki     |
| 23  | BRA  |        | Sandra de Pol      |
| 24  | NAP  |        | Carolina Pini      |
| 33  | BRA  |        | Bianca Rech        |

## Vanjske poveznice
- Službena stranica

| Fußball-Club Bayern München | Fußball-Club Bayern München                               |
| --------------------------- | --------------------------------------------------------- |
|                             |                                                           |
| Informacije                 | Klub • Povijest • Igrači • Treneri • Susreti • Statistika |
|                             |                                                           |
| Stadioni                    | Allianz Arena • Olimpijski stadion • Grünwalder Stadion   |
|                             |                                                           |
| Ostale ekipe                | Rezervna ekipa • Ženska ekipa • Juniorska ekipa           |
|                             |                                                           |
| Povezani članci             | Kategorija • Pep Guardiola                                |

| Fußball-Club Bayern München | Fußball-Club Bayern München                               |
| --------------------------- | --------------------------------------------------------- |
|                             |                                                           |
| Informacije                 | Klub • Povijest • Igrači • Treneri • Susreti • Statistika |
|                             |                                                           |
| Stadioni                    | Allianz Arena • Olimpijski stadion • Grünwalder Stadion   |
|                             |                                                           |
| Ostale ekipe                | Rezervna ekipa • Ženska ekipa • Juniorska ekipa           |
|                             |                                                           |
| Povezani članci             | Kategorija • Pep Guardiola                                |